# Agapanthia niveisparsa
Agapanthia niveisparsa är en skalbaggsart som beskrevs av Holzschuh 1981. Agapanthia niveisparsa ingår i släktet Agapanthia och familjen långhorningar.
Artens utbredningsområde är Pakistan. Inga underarter finns listade i Catalogue of Life.